# Euserica monticola
Euserica monticola är en skalbaggsart som beskrevs av Baraud 1965. Euserica monticola ingår i släktet Euserica och familjen Melolonthidae. Inga underarter finns listade i Catalogue of Life.